# John Gill (grimpeur)
Pour les articles homonymes, voir John Gill.
John Gill (né le 16 février 1937) est un mathématicien et sportif américain, célèbre dans le milieu de l'escalade. Il est souvent considéré comme le père de la pratique moderne de l'escalade de bloc.

## Biographie
Enfant, Gill a vécu dans plusieurs villes du sud des États-Unis incluant Atlanta en Géorgie. Après avoir terminé ses études secondaires au Bass High School, il entre en 1954 au Georgia Institute of Technology où il étudiera jusqu'en 1956. Il obtient ensuite en 1958 une licence en mathématiques à l'université de Géorgie. Il entre dans l'United States Air Force en tant que sous-lieutenant et s'inscrit au programme de météorologie de l'université de Chicago (1958 - 1959). Il est ensuite affecté à la Glasgow Air Force Base dans le Montana jusqu'en 1962. Il démissionne de l'Air Force Reserve Command quelques années plus tard ayant atteint le grade de capitaine.
Après avoir obtenu une maîtrise en mathématiques à l'université de l'Alabama en 1964, il enseigne jusqu'en 1967 à l'université d'État de Murray dans le Kentucky. Il entame en 1967 un troisième cycle universitaire à l'université d'État du Colorado et obtient son doctorat de recherche (PhD) en 1971 en analyse complexe grâce à une thèse sur la transformation de Möbius supervisée par Arne Magnus.
Au cours de sa carrière universitaire, Gill a écrit une trentaine d'articles de recherche entre autres sur les fractions continues, l'analyse complexe et les transformations linéaires fractionnaires,,,. Il a également co-fondé un journal scientifique mathématique intitulé Communications in the Analytic Theory of Continued Fractions aux côtés de John McCabe de l'Université de St Andrews,. Il a continué à enseigner les mathématiques à la Colorado State University–Pueblo jusqu'en 2000.

## Escalade

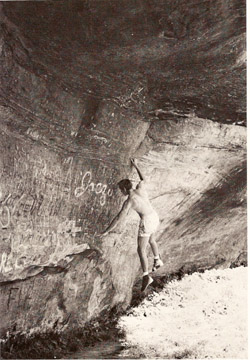
John Gill en bloc, dans un mouvement dynamique, vers 1965

Dans les années 1960, John Gill, ancien gymnaste, intègre de nouveaux principes à la pratique de l'escalade de bloc, inspirés par la gymnastique artistique : l'enchainement de mouvements déterminés (plutôt que la simple ascension du rocher), un système de cotation des difficultés d'enchainement, l'importance de l'entrainement à la force (plutôt que seulement technique), la valorisation des mouvements « contrôlés dynamiques » (les jetés). Gill introduit aussi l'usage de la magnésie pour maintenir les mains des grimpeurs sèches. Tous ces principes, étrangers à la pratique classique de l'alpinisme et de l'escalade avant cette époque, devinrent peu à peu la norme pour la pratique moderne du bloc. 
Fin des années 1960, John Gill réalise des blocs jusqu'à 7A+, exceptionnellement autour 7C/+.